# Voor-Indische hoelman
De Voor-Indische hoelman (Semnopithecus entellus) of Hanumanlangoer is een zoogdier uit de familie van de apen van de Oude Wereld (Cercopithecidae). De wetenschappelijke naam van de soort werd voor het eerst geldig gepubliceerd door Louis Dufresne in 1797.

## Kenmerken
De dieren uit de Himalaya worden groter en zijn donkergekleurd, die van Sri Lanka blijven kleiner en hebben een lichtere vacht. De lichaamslengte bedraagt 51 tot 78 cm, de staartlengte 96 tot 102 cm en het gewicht 10,5 tot 20 kg.

## Leefwijze
Het voedsel van deze langoeren bestaat voornamelijk uit bladen, vruchten, knoppen en jonge loten. Ze eten ook mineraalrijke aarde, zodat ze ook de nodige zouten binnenkrijgen. Hun meerkamerige maag is aangepast om dit soort voedsel te kunnen verteren.

## Verering
Deze dieren worden door de Hindoes vereerd, die hun als de verpersoonlijking zien van de god Hanuman. Groepen die zich in de buurt van hun dorpen ophouden, leven van de etensresten en offers, die hun worden aangeboden. Deze groepen zijn meestal samengesteld uit 1 of meer mannetjes met verscheidene vrouwtjes en hun jongen, of geheel uit vrijgezelle mannetjes. 

## Verspreiding
Deze soort komt verspreid voor in diverse habitats, zoals gematigde- en naaldbossen, bergachtige streken en woestijn- en stedelijke gebieden van India en Bangladesh.